# Ghana op de Gemenebestspelen

Vlag van Ghana

Ghana is een van de landen die deelneemt aan de Gemenebestspelen (of Commonwealth Games). Sinds 1954 nam Ghana zeventienmaal deel. Tijdens deze zeventien deelnames werden in totaal 63 medailles behaald.

## Medailles
| Ghana op de Gemenebestspelen | Ghana op de Gemenebestspelen | Ghana op de Gemenebestspelen | Ghana op de Gemenebestspelen | Ghana op de Gemenebestspelen | Ghana op de Gemenebestspelen |
| ---------------------------- | ---------------------------- | ---------------------------- | ---------------------------- | ---------------------------- | ---------------------------- |
| Jaar                         | Goud                         | Zilver                       | Brons                        | Totaal                       | Rang                         |
| 1954                         | -                            | -                            | -                            | -                            | /                            |
| 1958                         | -                            | -                            | 1                            | 1                            | 21                           |
| 1962                         | 3                            | 5                            | 1                            | 9                            | 7                            |
| 1966                         | 5                            | 2                            | 2                            | 9                            | 5                            |
| 1970                         | 2                            | 3                            | 2                            | 7                            | 13                           |
| 1974                         | 1                            | 3                            | 5                            | 9                            | 13                           |
| 1978                         | 1                            | 1                            | 1                            | 3                            | 13                           |
| 1982                         | -                            | -                            | -                            | -                            | /                            |
| 1990                         | -                            | 2                            | -                            | 2                            | 23                           |
| 1994                         | -                            | -                            | 2                            | 2                            | 24                           |
| 1998                         | 1                            | 1                            | 3                            | 5                            | 15                           |
| 2002                         | -                            | -                            | 1                            | 1                            | 33                           |
| 2006                         | 2                            | -                            | 1                            | 3                            | 15                           |
| 2010                         | -                            | 1                            | 3                            | 4                            | 26                           |
| 2014                         | -                            | -                            | 2                            | 2                            | 33                           |
| 2018                         | -                            | -                            | 1                            | 1                            | 39                           |
| 2022                         | -                            | 2                            | 3                            | 5                            | 28                           |